# Bittacus marginatus
Bittacus marginatus är en näbbsländeart som beskrevs av Tsutome Miyake 1913. 
Bittacus marginatus ingår i släktet Bittacus och familjen styltsländor. Inga underarter finns listade i Catalogue of Life.